# Султонов, Элбек Улаш угли
Элбек Улаш угли Султонов (31 декабря 1995 года, Навои, Навоийская область, Узбекистан) — узбекский легкоатлет-паралимпиец, специализирующийся в толкании ядра и метании диска, член сборной Узбекистана. Бронзовый призёр Летних Паралимпийских игр 2020, победитель и призёр Летних Параазиастких игр.

## Карьера
В 2015 году начал заниматься профессионально спортом. С 2017 года начал принимать участие в международных соревнованиях за сборную Узбекистана. В 2018 году на Летних Параазиастких играх в Джакарте (Индонезия) занял первое место в толкании ядра, завоевав золотую медаль, а в соревновании по метанию диска в категории F12 завоевал бронзовую медаль.
В 2019 году на Чемпионат мира по лёгкой атлетике (МПК) в Дубае (ОАЭ) в толкании ядра занял третье место в категории F12, завоевал бронзовую медаль мирового первенства с результатом 15.39 метра.
В 2021 году на этапе Гран-при по паралимпийской лёгкой атлетике в Дубае (ОАЭ) в толкании ядра завоевал золотую медаль. На Летних Паралимпийских играх в Токио (Япония) в соревнованиях по толканию ядра в категории F12 толкнул снаряд на 15.94 метра и завоевал бронзовую медаль. В 2021 году указом президента Узбекистана Шавката Мирзиёева награжден медалью «Жасорат».
В 2024 году указом президента Узбекистана Шавката Мирзиёева награждён званием «Узбекистон ифтихори».

## Примечание
1. ↑  Elbek Sultonov - Athletics | Paralympic Athlete Profile (англ.). International Paralympic Committee. Дата обращения: 31 января 2022. Архивировано 31 января 2022 года.
2. ↑  Kun uz. Спортсмены из Узбекистана завоевали 5 золотых медалей в третий день Паралимпиады. Kun.uz. Дата обращения: 31 января 2022. Архивировано 31 января 2022 года.
3. ↑  Параазиатские игры: Узбекистан завоевал 70 медалей и находится на пятом месте. xs.uz. Дата обращения: 31 января 2022. Архивировано 2 сентября 2021 года.
4. ↑  Новые рекорды наших героев на Параазиатских играх в Джакарте. myday.uz. Дата обращения: 31 января 2022. Архивировано 2 сентября 2021 года.
5. ↑  Бронзовая медаль Эльбека Султатнова. uzathletics.uz. Дата обращения: 31 января 2022. Архивировано 31 января 2022 года.
6. ↑  Первый день международного турнира по паралёгкой атлетике принёс четыре медали сборной Узбекистана в Дубае. xs.uz. Дата обращения: 31 января 2022. Архивировано 31 января 2022 года.
7. ↑  Элбек Султонов завоевал бронзовую медаль Паралимпийских игр в Токио. uznews.uz. Дата обращения: 31 января 2022. Архивировано 31 января 2022 года.
8. ↑  uza.uz. О награждении группы спортсменов и тренеров, добившихся высоких результатов на ХVI летних Паралимпийских играх в городе Токио (узб.). Uza.uz (10 сентября 2021). Дата обращения: 10 сентября 2021. Архивировано 10 сентября 2021 года.
9. ↑  Указ Президента Республики Узбекистан «О награждении группы спортсменов и тренеров, добившихся высоких результатов на XVII летних Паралимпийских играх в городе Париже». Дата обращения: 12 сентября 2024. Архивировано 12 сентября 2024 года.